# Garfield Sobers
Sir Garfield St Aubrun Sobers, dit Garry (ou Gary) Sobers, est un joueur de cricket barbadien né le 28 juillet 1936, international avec l'équipe des Indes occidentales. Souvent cité comme le meilleur joueur polyvalent de l'histoire du cricket, il marque plus de huit mille courses et prend plus de 200 guichets en 83 test-matchs avec les Indes occidentales entre 1954 et 1974.
Batteur gaucher capable de se montrer agressif, lanceur mêlant divers styles, du rapide au « spin », chasseur véloce, il est également capitaine de sa sélection, avec plus ou moins de succès, de 1965 à 1974. Anobli par Élisabeth II en 1975, déclaré « héros national de la Barbade » en 1998, Garfield Sobers est l'un des cinq « joueurs du XXe siècle » désignés en 2000 par le Wisden Cricketers' Almanack.

## Biographie
Garfield Sobers débute en first-class cricket à l'âge de 16 ans. En 1953, à 17 ans, il débute au niveau international. En 1958, il établit le record du monde de l'époque du plus grand nombre de runs en un seul innings en Test cricket, en marquant 365 runs en 614 minutes de jeu contre l'équipe du Pakistan, une performance qui inclut 38 fours mais aucun six. C'est son premier century et son record ne sera battu que 36 ans plus tard, par Brian Lara. Il devient capitaine de la sélection en 1965, un poste qu'il occupera jusqu'en 1972.
Sobers devient en 1968 le premier batteur à marquer six sixes en un over de six balles en first-class cricket, dans un match joué à Swansea pour l'équipe anglaise du Nottinghamshire County Cricket Club contre le Glamorgan County Cricket Club. Il bat ainsi un record vieux de 57 ans et qui était de 34 runs en un over.
Il arrête sa carrière en 1974 après avoir marqué 8 032 runs en Test cricket, un record du monde pour l'époque.
Il est anobli par la reine Élisabeth II en 1975, ce qui fait de lui le dixième joueur de cricket à recevoir cet honneur. En 1998, Garfield Sobers est élevé au rang de héros national de la Barbade par le gouvernement de l'île. Il est l'une des onze personnalités à avoir reçu cet honneur et l'un des deux récipiendaires encore en vie, avec la chanteuse Rihanna.

## Prises de position
Le 29 novembre 2021, à la veille de la transition de la Barbade vers un régime républicain, Garfield Sobers critique la décision du gouvernement d'abolir la monarchie barbadienne, déclarant : « La reine était très appréciée ici. Ce sera très triste pour beaucoup d'entre nous. C'est un peu un choc ».

## Bilan sportif

### Principales équipes
- Barbade (1952-1953 - 1973-1974)
- Marylebone Cricket Club (1961 - 1962)
- Australie-Méridionale (1961-1962 - 1963-1964)
- Nottinghamshire (1968 - 1974)

## Honneurs
- Un des cinq Wisden Cricketers of the Year de l'année 1964.
- Un des cinq Wisden Cricketers of the Century (joueurs du XXe siècle) désignés par le Wisden Cricketers' Almanack en 2000. 90 des 100 experts désignés pour ce vote l'ont choisi dans leur sélection de cinq joueurs, le faisant arriver en deuxième position derrière Donald Bradman.
- Anobli en 1975.
- Officier de l'Ordre d'Australie (AO) en 2003[4]
- Membre de l'ICC Cricket Hall of Fame depuis 2009 (membre inaugural)[5].
- Héros national de la Barbade[6].